# Vojtěch Zikmund
Vojtěch Zikmund (1858 Poděbrady – 21. září 1927 Praha) byl český podnikatel a průmyslník podnikající v chemickém průmyslu. Jím založená společnost na výrobu a prodej benzínu Vojtěch Kulhánek, posléze od roku 1920 pod vedením jeho synů s názvem BZ (Bratři Zikmundové), se po vzniku Československa stala jednou z největších firem obchodujících s benzínem, a stala se základem sítě čerpacích stanic Benzina.

## Život
Narodil se v Poděbradech v Polabí, brzy v dětství osiřel. Vyrostl v Brně, kde získal vzdělání. Posléze založil vlastní podnik Vojtěch Kulhánek ve Vysokém Mýtě, který se zabýval mj. zpracováváním minerálních olejů. Roku 1901 se stal předsedou První akciové společnosti pro rafinování petroleje, první takové firmy kryté ryze českým kapitálem, která téhož roku otevřela rafinerii v Sendražicích na předměstí Kolína. V té bylo zapojeno několik místních podnikatelů, včetně místního stavitele a pozdějšího starosty Čeňka Křičky. Nadále rozvíjel vlastní firmu, postupně se s rozvíjejícím se odvětvím automobilismu začala zaměřovat na prodej benzinu do motorových vozidel. Své ústředí měla v Karlíně, své pobočky měla také v Brně a dalších městech, včetně zahraničí.
Natrvalo s rodinou přesídlil do Prahy, kde roku 1916 zakoupil Lannovu vilu v Bubenči, od jejího původního majitele, průmyslníka Vojtěcha Lanny mladšího, pro kterého ji roku 1868 navrhl architekt Vojtěch Ignác Ullmann.

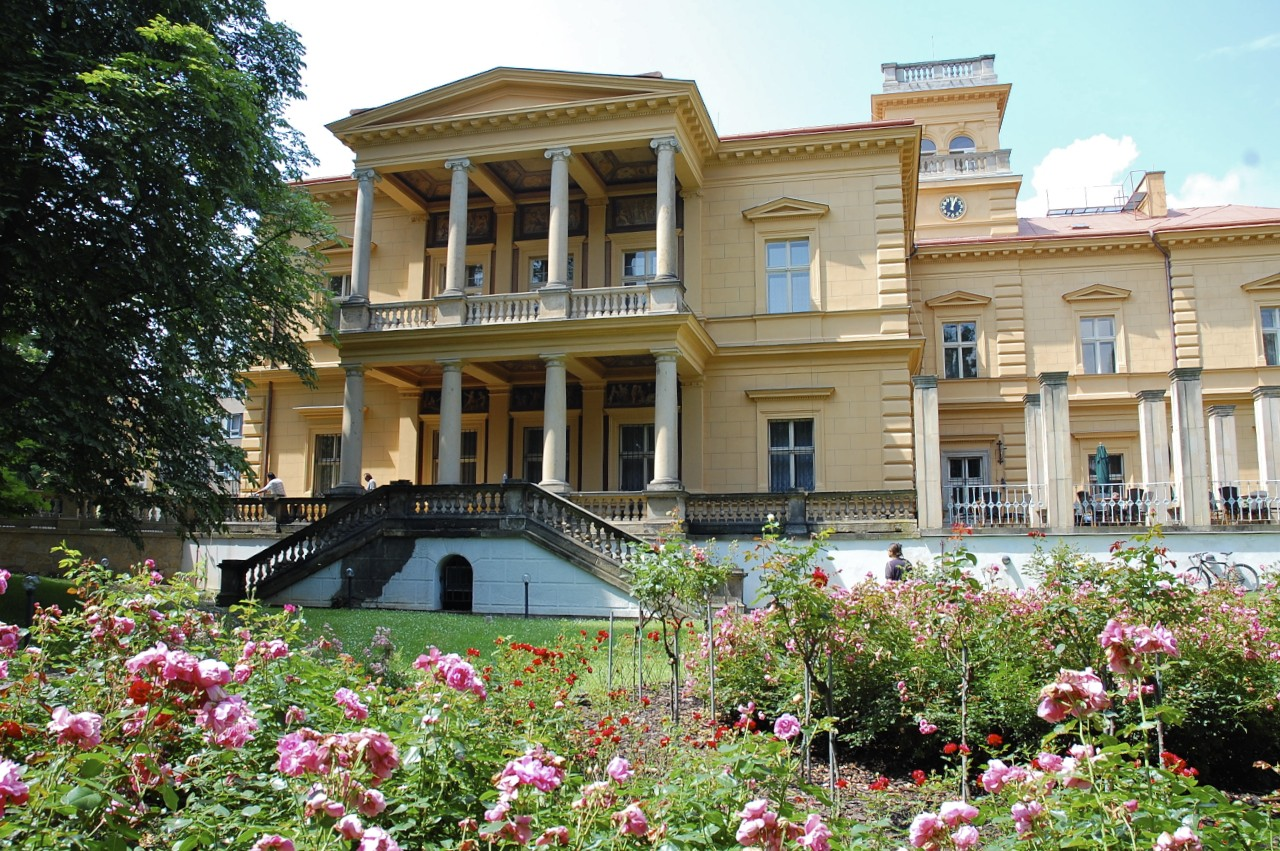
Lannova vila v pražské Bubenči

Pravděpodobně záhy po skončení první světové války a vzniku Československa přepsal firmu na své syny Rudolfa a Oldřicha, ta následně změnila název na Bratři Zikmundové. Ta se výrazně podílela na zajištění pohonných hmot do Československa, kterých byl po válce nedostatek. Díky své pobočce v New Yorku bylo jejím prostřednictvím uskutečněno dopravení několik dodávek benzinu do Evropy tankerem Darden s kapacitou 700 vagonů paliva, a následný transport po železnici do ČSR.

### Úmrtí
Vojtěch Zikmund zemřel 21. září 1927 v Praze v 69 letech. Pohřben byl kremací v Olšanském krematoriu.

### Po smrti
Rodinná firma BZ nadále pokračovala v prodeji benzínu a roku 1923 otevřela první veřejnou čerpací stanici v Československu, na pražském Náměstí Republiky. Roku 1927 si firma nechala obchodně zaregistrovat značku motorového oleje Mogul. Do roku 1938 vybudovala v zemi celkem 1 093 čerpacích stanic, včetně řady zdařile architektonicky řešených, např. dle plánů architekta Ladislava Machoně.
Zkratka firmy BZ, kterou byly čerpací stanice označeny, výrazně napomohla k ustálení pojmu pro tehdy nový typ stavby benzinové pumpy, benzina.